# Arctic Railway

Routenvarianten

Der Arctic Railway ist ein finnisch-norwegisches Projekt, das in den genannten Ländern in der Planungsphase auch als Arctic Corridor bezeichnet wird.

## Hintergrund
Aufgrund der globalen Erwärmung gewinnt der Seeweg entlang der nordsibirischen Küste und durch die Beringstraße, die sogenannte Nordostpassage, an Bedeutung. Diese Verbindung zwischen Europa und dem Fernen Osten ist 40 % kürzer als die durch den Sueskanal. Eine Eisenbahn nach Norden könnte so zu einem Glied einer neuen globalen Logistikroute werden. Es wäre die erste Eisenbahnstrecke von einem Mitgliedstaat der Europäischen Union zu einem Hafen im Arktischen Ozean. Das Projekt wäre eine Verlängerung zum Bau eines Eisenbahntunnels zwischen Tallinn und Helsinki. Zu den an einer solchen Verbindung Interessierten zählen die Öl- und Gasindustrie, Fischerei und Forstwirtschaft sowie der Tourismus. Für letzteren entstünden interessante Kombinationsmöglichkeiten mit Hurtigruten.

## Planungsstand
Das finnische und das norwegische Verkehrsministerium haben 2017 eine Studie mit Kostenschätzung für eine Eisenbahnverbindung zwischen der nördlichen Betriebsspitze des finnischen Eisenbahnnetzes und einem nordnorwegischen Hafen von Norconsult erarbeiten lassen. Geprüft wurden dabei die Varianten:
- Tornio–Kiruna(–Narvik)
- Kolari–Kiruna(–Narvik)
- Kolari–Tromsø
- Rovaniemi–Sodankylä–Kirkenes
- Kemijärvi –Sodankylä–Kirkenes
- Kemijärvi–Murmansk

Die Studie favorisiert die Strecke von Rovaniemi zum eisfreien Tiefwasserhafen von Kirkenes. Sie wäre 465 km lang und würde in finnischer Breitspur mit 1524 mm errichtet werden. Die Kosten werden auf 2,9 Mrd. Euro geschätzt, wobei allein 0,9 Mrd. Euro auf den relativ kurzen, aber sehr gebirgigen norwegischen Abschnitt entfielen. Angeblich hat die Volksrepublik China im Rahmen ihrer One Belt, One Road-Politik Interesse, finanziell in das Projekt einzusteigen.
Unter finnischer Federführung wurden bis Ende 2018 die mit dem Projekt verbundenen Umweltfragen, dessen Implikationen für die samische Kultur im Allgemeinen und die Rentierzucht im Besonderen geprüft – das Samenparlament war deshalb eingebunden, es nahm eine ablehnende Haltung ein – und ein Zeitplan erstellt. Die Strecke würde frühestens in den 2030er Jahren in Betrieb gehen können.
Die Arbeitsgruppe kam zu dem Ergebnis, dass das Projekt unwirtschaftlich sei. Das jährliche Transportvolumen müsste mindestens 2,5 Millionen Tonnen betragen. Der Tourismus in Lappland könnte zwar möglicherweise von der Eisenbahn profitieren. Er würde aber nicht ausreichen, um das Streckenprojekt zu finanzieren.